# Петропавлівська сільська територіальна громада (Одеська область)
Петропавлівська сільська територіальна громада — територіальна громада в Україні, в Білгород-Дністровському районі Одеської області. Адміністративний центр — село Петропавлівка. Територією громади протікають річки: Сарата, Чилігідер, Бобей.
Площа громади —  км², населення —  мешканців (2018).
Утворена 12 червня 2020 року шляхом об'єднання Петропавлівської, Фараонівської, Міняйлівської, Старосільської сільських рад Саратського району та Олександрівської сільської ради Тарутинського району.
Перші вибори відбулися 25 жовтня 2020 року.

## Населені пункти
До складу громади входять 8 сіл:
- с. Петропавлівка
- с. Фараонівка
- с. Пшеничне
- с. Міняйлівка
- с. Фуратівка
- с. Старосілля
- с. Семисотка
- с. Олександрівка